# Pyrenochaeta mackinnonii
Pyrenochaeta mackinnonii är en svampart som beskrevs av Borelli 1976. Pyrenochaeta mackinnonii ingår i släktet Pyrenochaeta, ordningen Pleosporales, klassen Dothideomycetes, divisionen sporsäcksvampar och riket svampar.   Inga underarter finns listade i Catalogue of Life.